# Cal Salvador (Suterranya)
Cal Salvador és una obra de Tremp (Pallars Jussà) protegida com a Bé Cultural d'Interès Local.

## Descripció
Es tracta d'un edifici isolat de planta rectangular amb planta baixa, pis i golfes. La casa consta de tres volums, el central és més alt que els dos laterals que tenen només planta baixa. Els materials emprats són maons de formigó i ciment. Destaca la simetria del conjunt i les dues obertures d'arc de mig punt emplaçades en els cossos laterals.